# 게리와 프레키

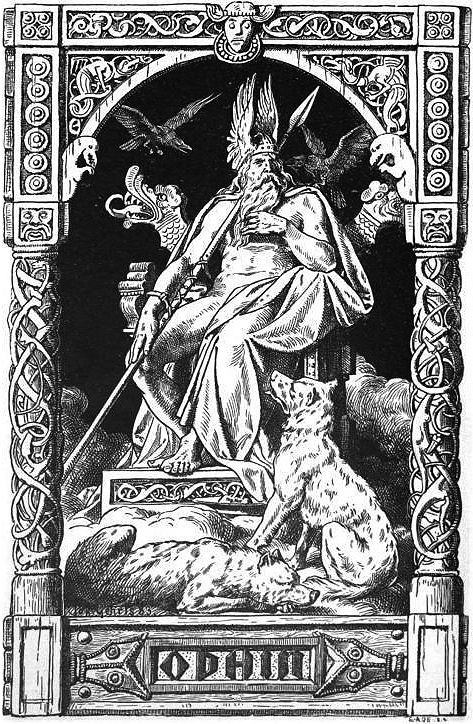
오딘의 뒤로 후긴과 무닌이 날아다니고 오딘의 발치에 게리와 프레키가 쭈그려 엎드려 있다.

게리(고대 노르드어: Geri)와 프레키(고대 노르드어: Freki)는 노르드 신화에서 신 오딘을 따르는 두 마리 늑대의 이름이다. 그 이름은 둘 다 "게걸스러운", "탐욕스러운"이라는 뜻이다. 13세기 이전 문헌들의 모음집인 《고 에다》와 13세기에 스노리 스투를루손이 쓴 《신 에다》, 그리고 여러 스칼드 시 작품들에 언급된다. 그리스 신화, 로마 신화, 베다 신화 등에서 이 한 쌍의 늑대와 비슷한 존재들이 발견되며, 어쩌면 게르만족의 울프헤딘과 관련이 있을 수도 있다.

## 어원
"게리"와 "프레키"라는 이름들은 양쪽 모두 "탐욕스러운 존재" 또는 "게걸스러운 존재"로 해석되어 왔다. "게리"는 게르만조어 형용사 *geraz까지 거슬러 올라가며, 이는 부르군트어 girs, 노르드어 gerr, 고대 고지독일어 ger 또는 giri의 어원이 된다. 이 낱말들은 모두 "탐욕스러운"이라는 뜻이다. "프레키"는 게르만조어 형용사 *frekaz까지 거슬러 올라가며, 이는 고트어로 "갈망하는, 욕심사나운"이라는 뜻의 faihu-friks, 노르드어로 "탐욕스러운"이라는 뜻의 frekr, 앵글로색슨어로 "원하는, 탐욕스러운, 걸신들린, 대담한"이라는 뜻의 frec, 고대 고지독일어로 "탐욕스러운"이라는 뜻의 freh의 어원이 된다. 존 린도우는 "게리"와 "프레키"를 모두 형용사 "게르"와 "프레크"가 명사화된 이름이라고 해석한다. 브루스 링컨은 좀더 나아가서 "게리"가 인도유럽조어 어근 *gher-까지 거슬러 올라가며, 이는 라그나로크에서 한 역할을 하는 괴물 개 가름의 이름에서도 발견된다고 주장한다.

## 출전
《고 에다》 중 〈그림니르가 말하기를〉에서 변장하고 그림니르라는 가명을 자칭하는 오딘이 어린 아그나르에게 오딘을 따르는 짐승들에 관한 이야기를 한다. 아그나르는 오딘은 게리와 프레키에게 먹이를 주면서 자신은 술만 먹는다는 것을 알게 된다.
또 〈훈딩을 죽인 자 헬기의 첫 번째 서사시〉 제13절에서 게리와 프레키가 “비드리르(오딘의 다른 이름)의 사냥개들”이라는 케닝그로 불리면서 이 둘이 전쟁터를 돌아다니며 전투에서 사망한 이들의 시체를 게걸스럽게 뜯어먹는다고 한다.
《신 에다》 중 〈귈피의 속임수〉 제38장에서 옥좌에 앉은 높으신 분이 설명하기를, 오딘은 식탁 위에 차려진 음식을 모두 자기 늑대 게리와 프레키에게 줘 버리고 자신은 오로지 술만 먹는다고 설명한다. 오딘에게는 술이 곧 음식이고 음료의 역할을 다한다는 것이다. 그러면서 높으신 분은 상술한 〈그림니르가 말하기를〉의 구절을 인용한다. 〈시어법〉 제75장에 바르그(괴물 늑대)와 늑대들의 이름이 나열되어 있는데 이 목록에는 게리와 프레키의 이름도 올라와 있다.
〈시어법〉 제58장에 인용된 스칼드 시 작품들(흐비니르의 툐돌프와 에길 스칼라그림손의 작품들이라 함)을 보면 "게리"와 "프레키"가 "늑대"를 가리키는 일반명사처럼 사용된 것을 알 수 있으며, 〈운율 일람〉 제64장에서도 "게리"가 "늑대"를 가리키는 일반명사로 사용되고 있다. 〈시어법〉 제58장에서 "게리"는 "피"의 케닝그로 사용되며("게리의 맥주"), 제60장에서는 "부육"의 케닝그로 사용된다("게리의 조각"). "프레키" 역시 "부육"의 케닝그로 사용된다("프레키의 식사").

## 유물

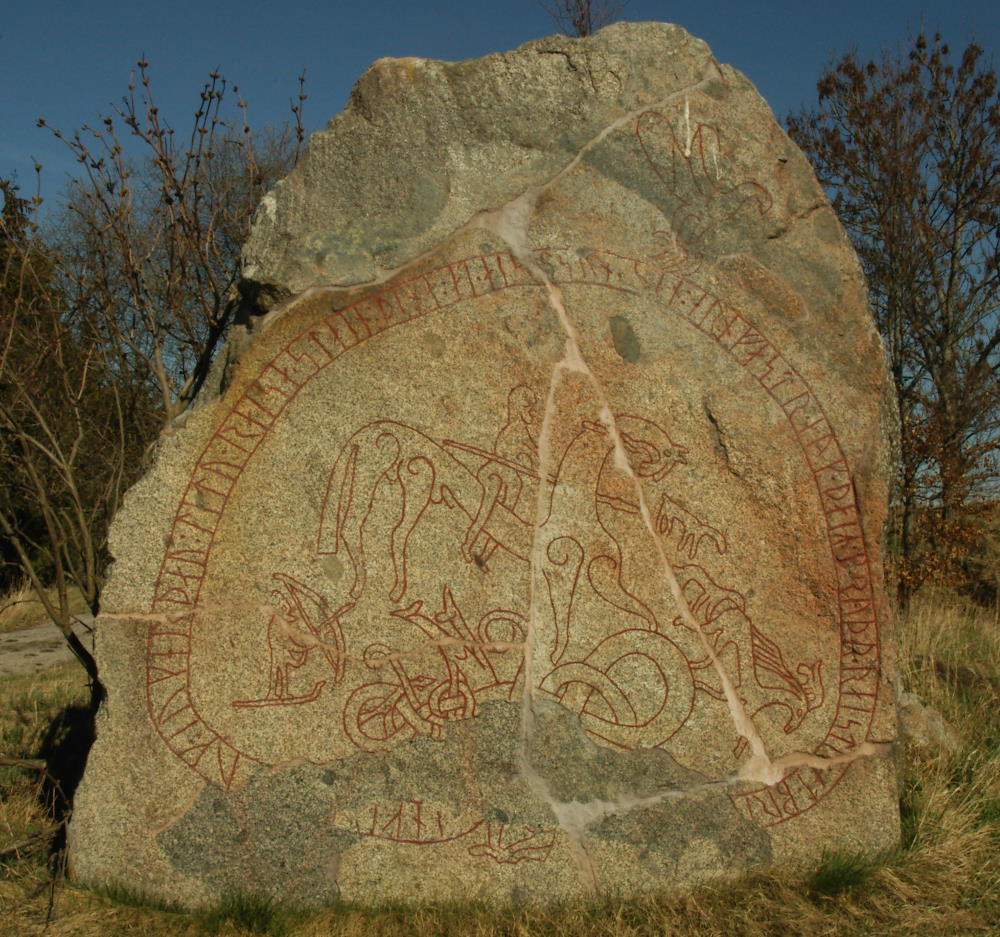
뵈크스타 룬돌.

뵈크스타 룬돌의 암각화의 말탄 기수와 그 오른쪽의 동물 두 마리는 오딘과 게리와 프레키가 그림 오른쪽 끝의 엘크 또는 무스를 사냥하는 모습을 묘사한 것이라고 해석된다.

## 신화 해석

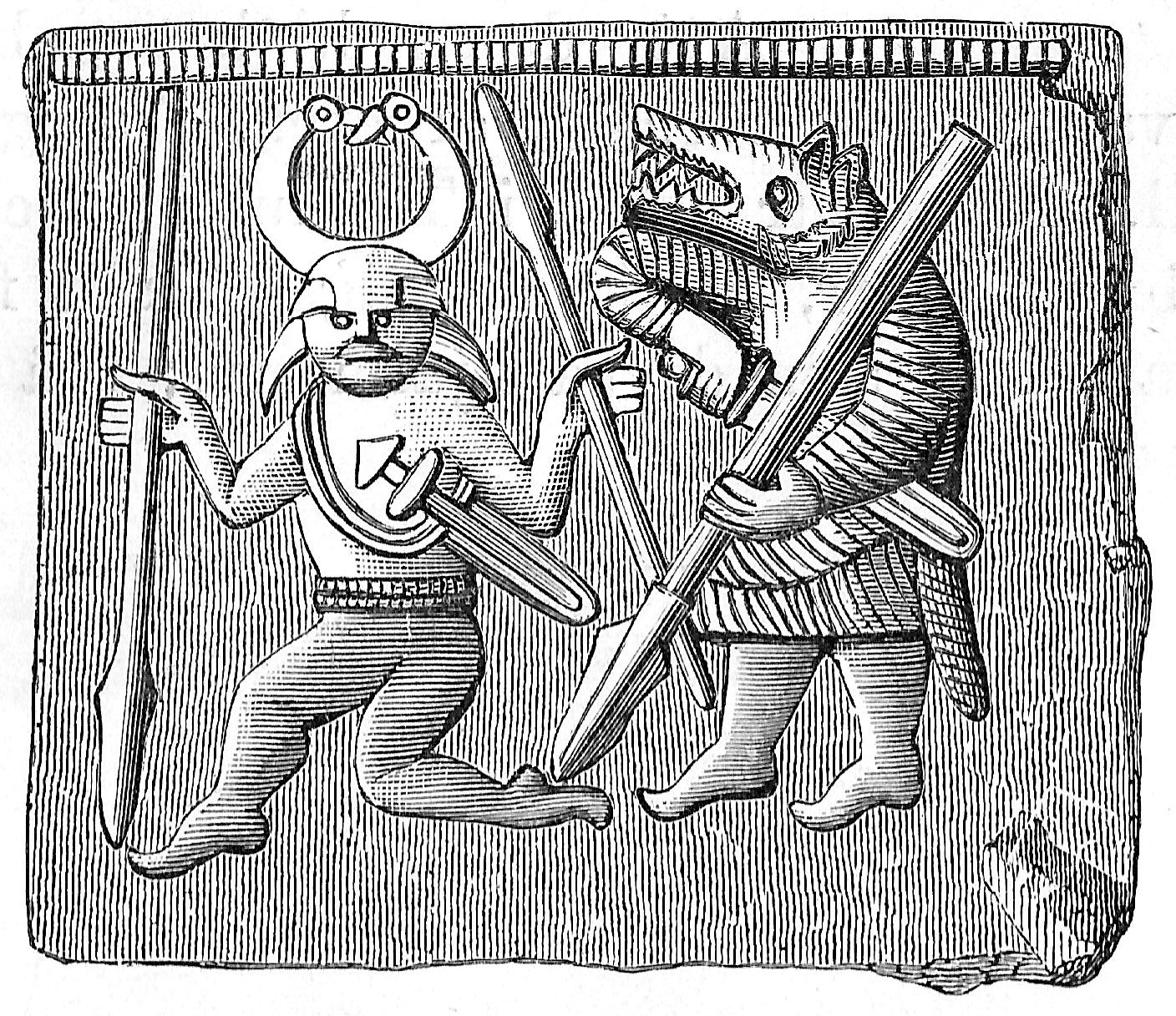
스웨덴 욀란드섬에서 발견된 벤델 시대의 청동판은 늑대 가죽을 뒤집어쓴 전사가 춤을 추는 사람 옆에서 칼을 들고 있는 모습을 그리고 있다.

라그나로크 때 오딘을 잡아먹으리라 예언되는 괴물 늑대 펜리르의 다른 이름들 중 하나가 "프레키"이기도 하다(출전: 〈무녀의 예언〉). 민속학자 존 린도우는 오딘이 한 프레키에게 저녁 식탁에서 먹이를 주면서, 또다른 프레키(펜리르)에게는 자기 자신의 몸을 먹이로 주는 아이러니가 있다고 말한다.
역사학자 마이클 슈파이델은 게리와 프레키를 유물들에서 발견되는 늑대가죽을 입은 사람 그림과 게르만족들 사이에서 빈번하게 나타나는 늑대와 관련된 이름들, 그리고 늑대 전사들에 관한 노르드 신화(울프헤드나르 등)와 연관짓는다. 늑대와 관련된 게르만족 이름으로는 울프록(Wulfhroc, "늑대떼"), 울프헤탄(Wolfhetan, "늑대가죽"), 이상그림(Isangrim, "회색 가면"), 스크루톨프(Scrutolf, "늑대옷"), 볼프강(Wolfgang, "늑대걸음"), 볼프트레길(Wolfdregil, "늑대-달리는 자"), 불폴라익(Vulfolaic, "늑대-춤추는 자") 등이 있다. 슈파이델은 이러한 점들을 들어 기독교화로 인해 시들해진 범게르만적 늑대전사집단의 종교가 오딘을 중점적으로 숭배했으리라고 생각한다.
또한 학자들은 게리와 프레키의 "신을 따라다니는 동물"이라는 역할에서 인도유럽어족 종교들에서 발견되는 공통점을 지적한다. 19세기의 야코프 그림은 늑대와 도래까마귀를 신성시한다는 점에서 오딘과 그리스의 아폴론 사이에 공통점이 있다고 보았다. 문헌학자 모리스 블룸필드는 베다 신화의 염마의 개 한 쌍과 오딘의 늑대 한 쌍을 연관지으면서 이것들이 인도유럽어족 사이에 널리 퍼진 "케르베로스" 테마의 게르만 버전이라고 보았다. 슈파이델은 베다의 루드라와 로마의 마르스에게서도 이러한 유사성을 찾아낸다.